# 前135年
| 千纪： | 前1千纪 |
| 世纪： | 前3世纪 \| 前2世纪 \| 前1世纪                                                                                         |
| 年代： | 前160年代 \| 前150年代 \| 前140年代 \| 前130年代 \| 前120年代 \| 前110年代 \| 前100年代                               |
| 年份： | 前140年 \| 前139年 \| 前138年 \| 前137年 \| 前136年 \| 前135年 \| 前134年 \| 前133年 \| 前132年 \| 前131年 \| 前130年 |
| 纪年： | 西汉建元六年 |

## 大事记
- 中東
  - 羅馬帝國平定猶太人暴動，將猶太人驅逐出猶太地區，並將該地改名為巴勒斯坦。

- 東亞
  - 漢帝國附庸國闽越之君主郢向南越国发动战争，攻打南越国的边境城镇。
  - 汉武帝独尊儒术。

## 出生
- 司馬遷（前135年－前90年），中國古代的史學家和文學家。他撰寫的《史記》被認為是中國史書的典範

## 逝世
- 郢，闽越王。